# Maureen Clark
Maureen Clark (nacida Maureen Brunt, Portage, 20 de diciembre de 1982) es una deportista estadounidense que compitió en curling.
Ganó una medalla de plata en el Campeonato Mundial de Curling Femenino de 2005. Participó en los Juegos Olímpicos de Turín 2006, ocupando el octavo lugar en la prueba femenina.

## Palmarés internacional
| Campeonato Mundial | Campeonato Mundial    | Campeonato Mundial | Campeonato Mundial |
| Año                | Lugar                 | Medalla            | Prueba             |
| ------------------ | --------------------- | ------------------ | ------------------ |
| 2005               | Paisley (Reino Unido) | Medalla de plata   | Equipo             |